# ジャンゴ・ラインハルト
ジャンゴ・ラインハルト（Django Reinhardt、1910年1月23日 - 1953年5月16日）は、ベルギーのギター奏者。
英語読みで、ジャンゴ・レナルトとも表記される。
ロマ音楽とスウィング・ジャズを融合させたジプシー・スウィング（マヌーシュ・スウィング）の創始者として知られる。また、しばしば「ヨーロッパ初の偉大なジャズ・ミュージシャン」とも評される。短い生涯の中で後世のミュージシャンに多大な影響を与える多くの傑作を発表した。
女性歌手・ギタリストのドッチー・ラインハルトは遠縁にあたる。

## 来歴

### 生い立ち
出生届けに書かれたフルネームはジャン・バティスト・ラインハルト（Jean Baptiste Reinhardt）。「ジャンゴ」というニックネームは、ロマ語で「私は目覚める」という意味。両親はロマの旅芸人の一座におり、ベルギーのリベルシーに滞在していた時にジャンゴが生まれた。
幼少の頃から家族と共にヨーロッパ各地を旅して過ごし、ギターやヴァイオリンの演奏を身につけて育った。1920年からは、主にフランス・パリ周辺で生活するようになる。
10代前半よりパリのダンスホールで音楽活動を始める。この頃は主にバンジョーを弾いていた。ジャンゴ自身によると、1926年に行った歌手の伴奏が初のレコーディングということである。1926年にビリー・アーノルドのバンドの演奏を聴いて、ジャンゴはジャズに傾倒するようになった。

### 1928年 - 1945年
1928年になると、ジャンゴはフランス・グラモフォンやIdeal等のレーベルでレコーディングを行うようになる。しかし、この年の10月26日未明、ジャンゴはキャラバンの火事を消そうとして、半身に大やけどを負う。その結果、彼の右足は麻痺し、左手の薬指と小指には障害が残った。彼を診察した医師がギターの演奏は二度と無理だと思うほどの怪我であったが、ジャンゴは練習によって独自の奏法を確立し、ハンディキャップを克服した。
1931年、後に盟友となるフランス人ヴァイオリニスト、ステファン・グラッペリと出会う。1934年にはグラッペリらと共に、弦楽器のみで構成されるバンド、フランス・ホット・クラブ五重奏団を結成。1935年には、フランスを訪れていたコールマン・ホーキンスと共演。同年の夏から、ジャンゴのトレード・マークとして知られるセルマー・ギターを使い始める。
1936年秋から冬にかけて、ジャンゴはかつてのような放浪生活を懐かしむようになり、フランス・ホット・クラブ五重奏団の公演をすっぽかしたこともあった。1937年、CBSのラジオ番組『サタデイ・ナイト・スウィング・クラブ』を通じて、フランス・ホット・クラブ五重奏団の演奏がイギリスやアメリカでも放送されたが、司会のエドワード・R・マローが、ジャンゴとステファンが共作した「ジャンゴロジー」をステファン・グラッペリ作曲と紹介してしまい、激怒したジャンゴが演奏を拒否しようとしたというハプニングもあった。1938年には初のイギリス公演を行う。
1939年夏に行われたイギリス・ツアーの最中に第二次世界大戦が勃発。ジャンゴらは残りの公演をキャンセルして9月初頭にフランスへ戻るが、ステファン・グラッペリはロンドンに残ることを決意し、フランス・ホット・クラブ五重奏団は解散。ジャンゴとステファンは1946年に至るまで袂を分かつこととなった。
第二次世界大戦でフランスがナチス・ドイツに占領されてからも、ジャンゴは音楽活動を続けた。1940年12月13日に録音された自作曲「Nuages」は、10万枚以上を売り上げる大ヒット曲となる。エマニュエル・スデュー（1938年よりジャンゴと活動を共にしたベーシスト）は、2003年に行われたマイケル・ドレーニによるインタビューにおいて、「ヌアージュ」は「占領下のフランスでは即席のフランス賛歌のように人々に愛された」と回想している。
1942年、ジャンゴはモーリス・ラヴェルやクロード・ドビュッシーに影響を受け、交響曲「Manoir de Mes Rêves」を作曲するが、ABC劇場の指揮者から難色を示され、オーケストラ演奏はされずじまいとなる。翌年2月、ジャンゴは同曲のメロディを抜粋してジャズ・アレンジでの録音を行った。

### 1946年 - 1953年

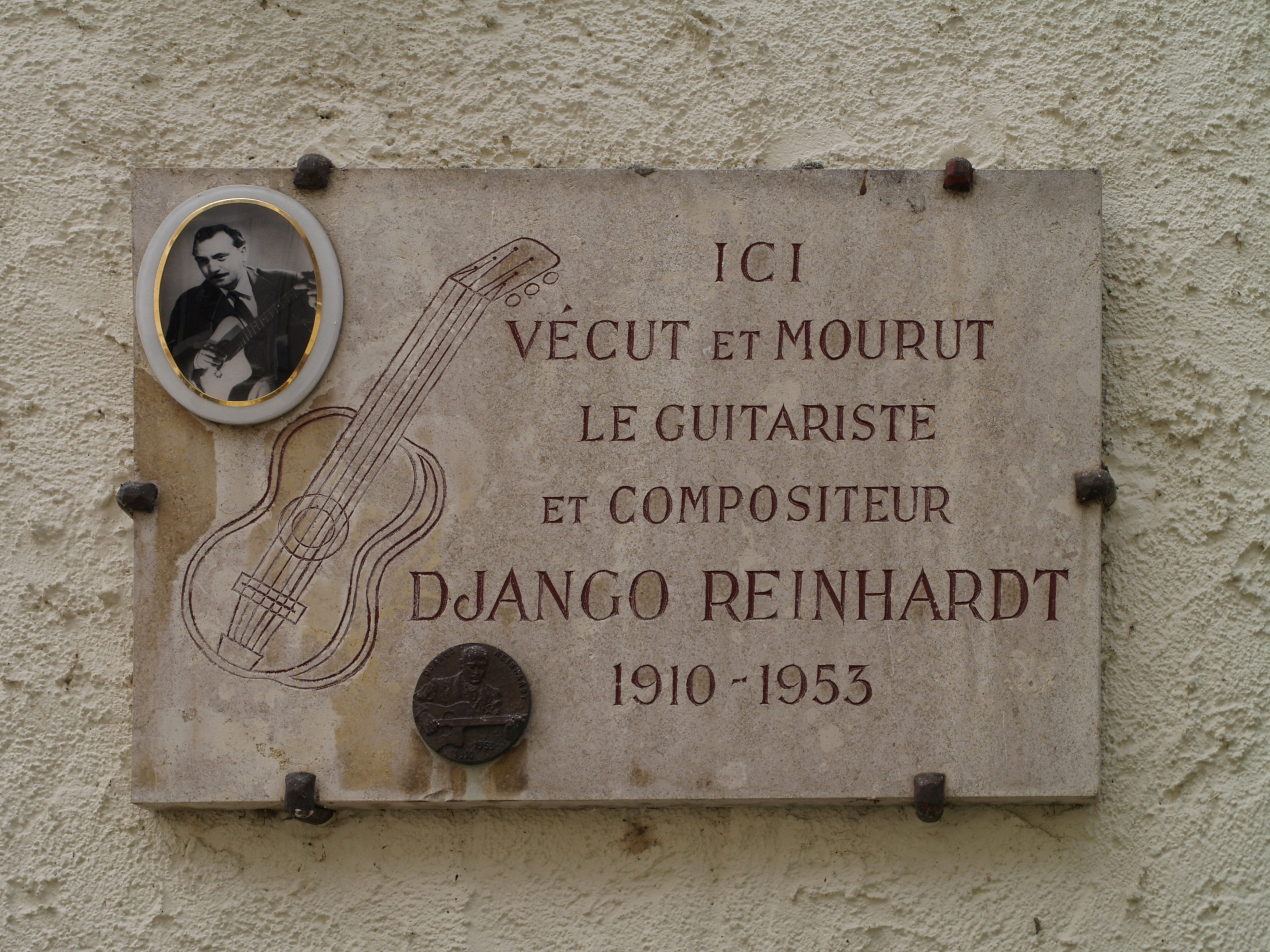
ジャンゴ・ラインハルトの銘板（フランス、セーヌ＝エ＝マルヌ県）

1946年1月、ジャンゴはイギリスに渡り、再びステファン・グラッペリと共演する。同年、ジャンゴはデューク・エリントンに招かれて、初のアメリカ・ツアーを行った。11月4日にエリントンと初のリハーサルを行った際、エリントンの「1曲目のキーは何にする?」という質問に対し、ジャンゴは「キーなんてない」と答えてエリントンを戸惑わせたが、見事にエリントンの演奏についていったという。また、11月24日にカーネギー・ホールで行われたエリントンとの共演コンサートでは、ジャンゴが大幅に遅刻してしまい、エリントンはジャンゴが出演できなくなったとアナウンスしたが、終演ぎりぎりにジャンゴが到着したというエピソードがある。エリントンと共に行ったツアーのうち、シカゴ公演での共演は録音も残されている。
1949年初頭、盟友ステファン・グラッペリと共にローマに渡り、現地のミュージシャンと共にクラブで演奏。この時の録音は、1961年に『ジャンゴロジー』というLPにまとめられた。同作は、録音状態は悪いながらもジャンゴとステファンの作品の中でも特によく知られた一枚とされている。その後ジャンゴは家を売って、キャラバンを牽引するためのリンカーンを購入し、しばらくル・ブルジェ周辺でキャラバン生活をするようになる。1951年からはセーヌ＝エ＝マルヌ県で家を借りる。
1953年3月、ジャンゴはディジー・ガレスピーのブリュッセル公演にゲスト参加した。旧知のプロモーターから依頼を受けたジャンゴは、最初は乗り気でなかったが、出演者がディジーであることを知ると態度を変え、すぐに滞在先のホテルから公演会場へ向かったという。5月、スイス公演を行っていたジャンゴは指の障害や頭痛に悩まされるようになるが、診察を受けることは拒否し続けた。この頃、ビング・クロスビーがジャンゴをスカウトするためにフランスを訪れているが、ジャンゴに会えずじまいのまま帰国しており、フランスへ戻る途中でそのことを知ったジャンゴは「自分にはもう運は向いてこない」と感じたという。
フランスへ戻った翌日の5月16日、ジャンゴは友人の経営する店で突然倒れ、その日の夕方には死去。死因は脳出血とされた。

## 奏法
やけどの影響で左手に麻痺が残ったため、メロディを弾く時は主に人差し指と中指で弦を押さえ、薬指と小指はコードを弾く際に高音弦を押さえるのに用いる程度であった。ジャンゴの演奏を記録した映像を見ると、薬指と小指の2本の指を深く曲げたまま、残りの指のみで演奏しているのがわかる。盟友のステファン・グラッペリは、『メロディ・メイカー』誌1954年3月13号で、ジャンゴはその特殊な奏法から、独特のコード進行を導入するに至ったという分析をしている。
ジャンゴの演奏は、技巧の面だけでなく表現力の面でも評価が高い。『Guitar World』2008年7月号の記事「50 Fastest Guitarists of All Time」において、ジャンゴのフィンガー・ビブラートは「ギター界で最も叙情的」と評された。

## 影響
ジャズの分野では主に伴奏楽器として使われていたギターを、ソロ楽器として使用した先駆けであり、アメリカでジャズ・ギターの開祖とされることの多いチャーリー・クリスチャンよりもはるかに早い時期から、ギターを主役とした即興演奏を行っていた。ギブソン・レスポールの開発者として知られるレス・ポールは、早くからジャンゴの音楽に強く影響を受け、1930年代中期にはジャンゴに近いスタイルで演奏していたという。
また、ロマ音楽とジャズを融合した音楽性から、ジプシー・ジャズの開祖とされる。ジャンゴの音楽性の継承者としては、やはり出自がロマであるフランス人ギタリスト、ビレリ・ラグレーン等が知られる。1992年、ジャンゴにちなんだ音楽賞である「DjangodOr」がフランスで創設された。
アメリカのジャズ・ミュージシャンにも、ジャンゴの音楽を愛する者は多く、多くのトリビュート作品が作られた。著名なものとしては、モダン・ジャズ・カルテットの楽曲「ジャンゴ」（1953年初演）、ジョー・パスのアルバム『フォー・ジャンゴ』（1964年）等が挙げられる。ジャズ以外の分野では、オールマン・ブラザーズ・バンドのディッキー・ベッツがジャンゴの奏法にインスパイアされて作曲したインストゥルメンタル「ジェシカ」（オールマン・ブラザーズ・バンドのアルバム『ブラザーズ・アンド・シスターズ』収録）等が知られる。
ブラック・サバスのトニー・アイオミも影響を受けている
日本ではゴンチチがジャンゴからの影響を公言しており、2003年にはゴンチチが選曲を担当した日本企画のコンピレーション・アルバム『GONTITI recommneds Django』がリリースされた。
映画『ギター弾きの恋』の主人公エメット・レイは、「自分は世界でもジャンゴ・ラインハルトに次ぐギタリストだ」と信じているという設定になっている。
2002年のコンピュータゲーム『Mafia: The City of Lost Heaven』のBGMには、ジャンゴの楽曲が多用されている。

## 代表作

### 楽曲
- After You've Gone（ターナー・レイトン作曲）
  - マリオン・ハリスの歌唱で1918年にヒットした曲のカヴァー。1934年8月に初録音。アルバム『ジャンゴロジー』に収録された1949年の再録音ヴァージョンは、『Guitar World』2008年7月号の記事「50 Fastest Guitarists of All Time」において、ジャンゴの超絶技巧を象徴する1曲として挙げられた[12]。
- Djangology（ステファン・グラッペリとの共作）
  - 1935年9月に初録音。映画『写真家の女たち』（1999年公開）のサウンドトラックで使用された[20]。
- Honeysuckle Rose（ファッツ・ウォーラーのカヴァー）
  - 1937年4月、コールマン・ホーキンスやベニー・カーターと共演したレコーディング・セッションで初録音。映画『ニューヨークの恋人』（2001年公開）のサウンドトラックで使用された[21]。
- Minor Swing（ステファン・グラッペリとの共作）
  - 1937年11月に初録音。映画『マトリックス』[22]（1999年公開）、『フォルテ』[23]（2001年公開）等のサウンドトラックで使用された。
- Naguine
  - 1939年6月にギター独奏という形で初録音。映画『サイドウォーク・オブ・ニューヨーク』（2001年公開）のサウンドトラックで使用された[24]。
- Rhythme Futur
  - 1940年10月に初録音。映画『アビエイター』（2004年公開）のサウンドトラックで使用された[25]。
- Nuages
  - 1940年10月に初録音。同年12月に再録音されたヴァージョンは、ジャンゴ最大のヒット曲となった。日本では「雲」と呼ばれることもある。映画『マトリックス・レボリューションズ』（2003年公開）のサウンドトラックで使用された[26]。アンディ・サマーズとジョン・エサリッジの連名によるアルバム『インビジブル・スレッズ - アンプラグド』（1993年）に収録のヴァージョン等、多くのカヴァーが存在。
- Manoir de Mes Rêves
  - 1943年2月に初録音。元々は交響曲として発表される予定だった。英語圏では「Django's Castle」、日本では「夢の城」というタイトルでも知られ、チェット・アトキンス『Teensville』（1960年）やジョー・パス『For Django』（1964年）等でカヴァーされた。映画『天才マックスの世界』（1998年公開）のサウンドトラックで使用された[27]。
- Mélodie au Crépuscule
  - 1943年7月に初録音。日本では「たそがれのメロディ」というタイトルで知られる。フィギュアスケート選手のトマシュ・ベルネルがショート・プログラムで使用していた。

### アルバム
ジャンゴの存命時はSPレコードが主流であったため、ここではCDとして入手しやすいコンピレーション・アルバムを挙げる。
- 『イン・メモリアム』 - In Memoriam 1908-1954 (1955年)
  - 1935年から1939年にかけての録音。コールマン・ホーキンスとのレコーディング・セッションも含む。
- 『ジャンゴロジー』 - Djangology (1961年)
  - 1949年にローマで録音。2002年には、23曲入りのスペシャル・エディションがリリースされた。